# Віндіш
Віндіш (нім. Windisch AG) — громада  в Швейцарії в кантоні Ааргау, округ Бругг.

## Географія
Громада розташована на відстані близько 85 км на північний схід від Берна, 17 км на північний схід від Аарау.
Віндіш має площу 4,9 км², з яких на 45,4% дозволяється будівництво (житлове та будівництво доріг), 23,6% використовуються в сільськогосподарських цілях, 24,8% зайнято лісами, 6,1% не є продуктивними (річки, льодовики або гори).

## Демографія
2019 року в громаді мешкало 7613 осіб (+15,1% порівняно з 2010 роком), іноземців було 29%. Густота населення становила 1551 осіб/км².
За віковим діапазоном населення розподілялося таким чином: 21,1% — особи молодші 20 років, 60,3% — особи у віці 20—64 років, 18,5% — особи у віці 65 років та старші. Було 3295 помешкань (у середньому 2,3 особи в помешканні).
Із загальної кількості 4931 працюючого 10 було зайнятих в первинному секторі, 666 — в обробній промисловості, 4255 — в галузі послуг.

## Культура

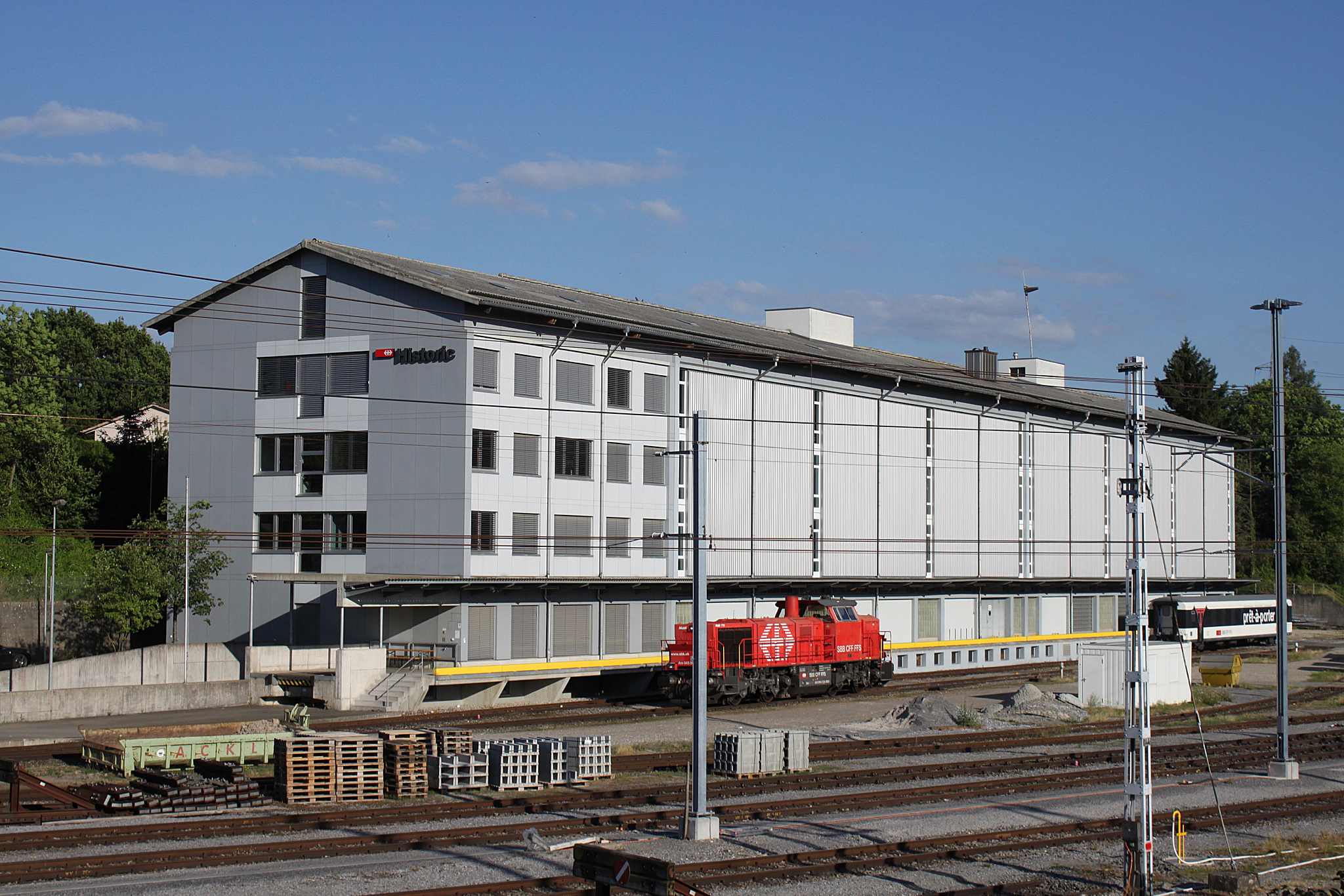
офіс SBB Historic у Віндіші, 2017 рік

У Віндіші знаходиться SBB Historic — фонд швейцарських залізниць, де розміщується музей, архів та бібліотека.

## Галерея

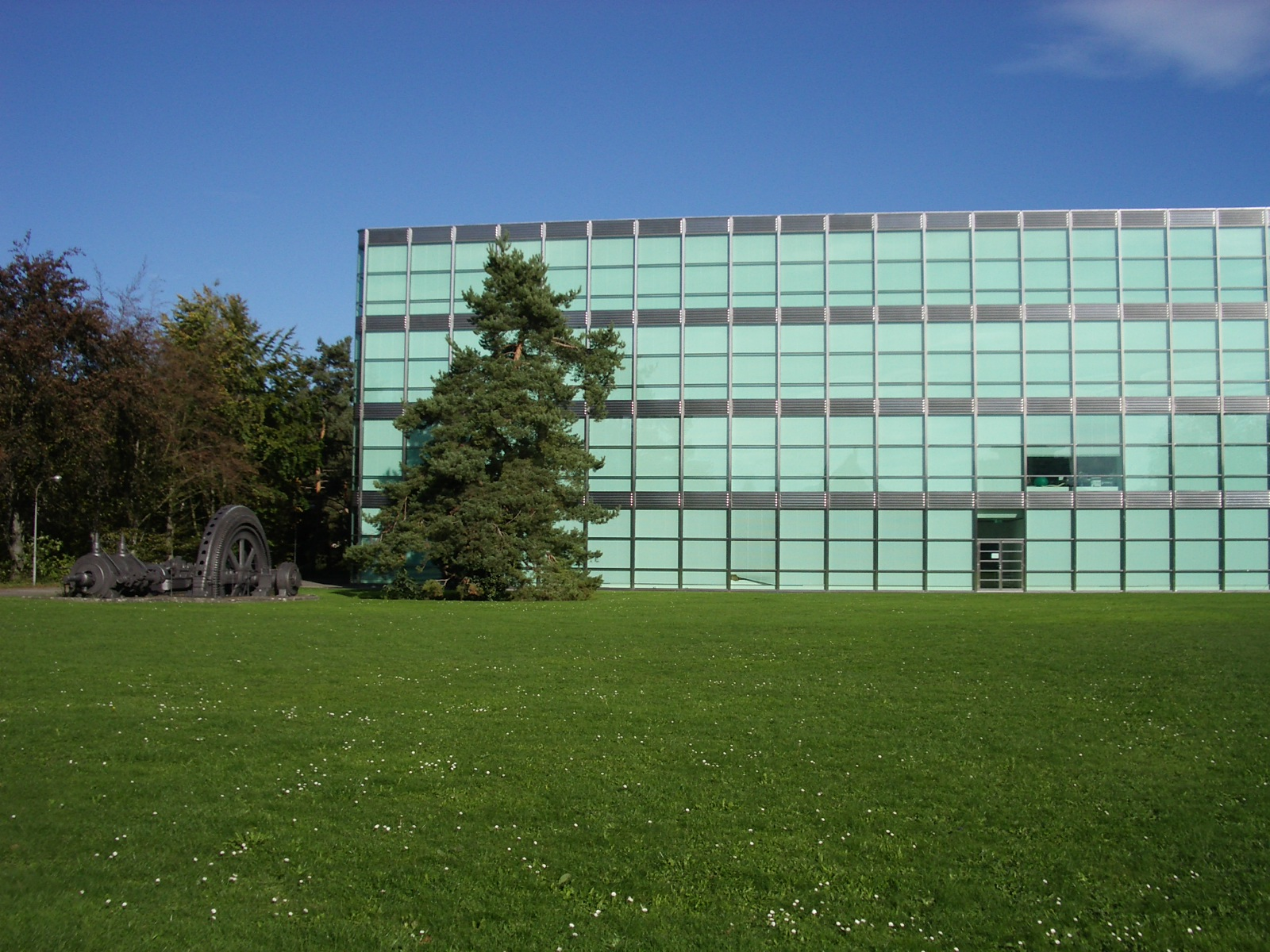
Fachhochschule Nordwestschweiz[de] (раніше — технікум Brugg-Windisch)
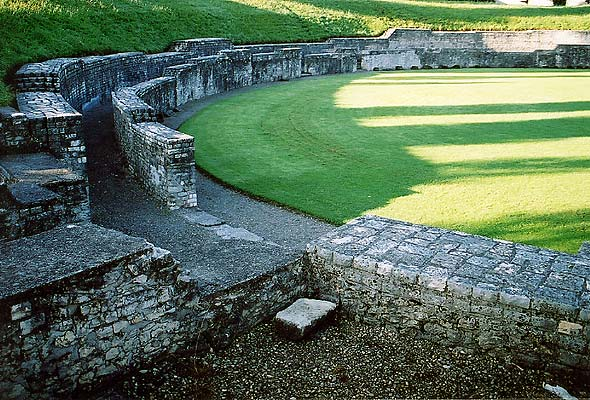
Римський амфітеатр
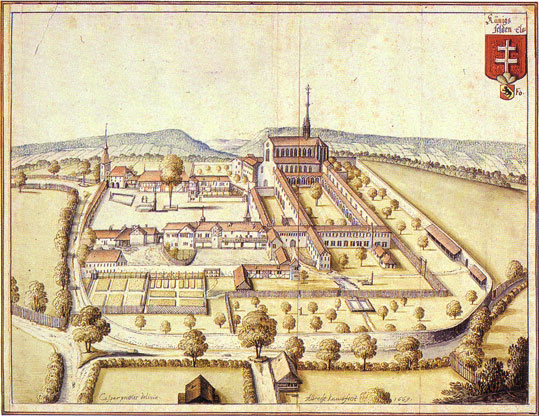
Монастир у 1669 році
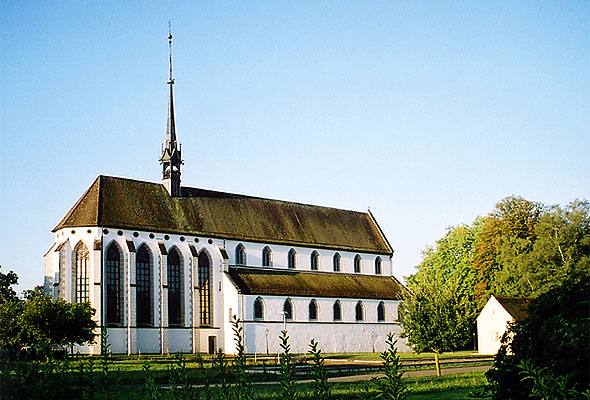
Монастирська церква
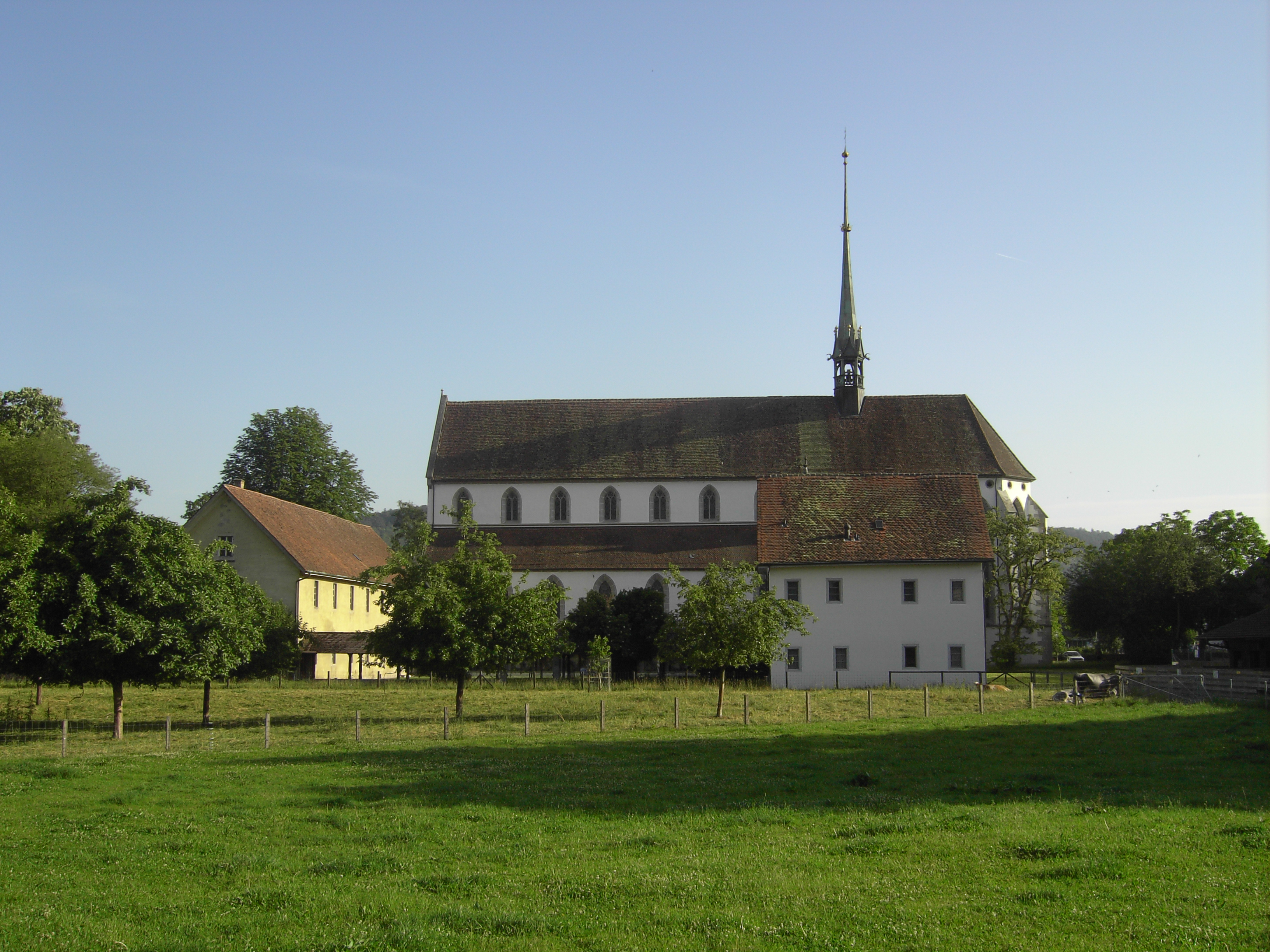
Монастир
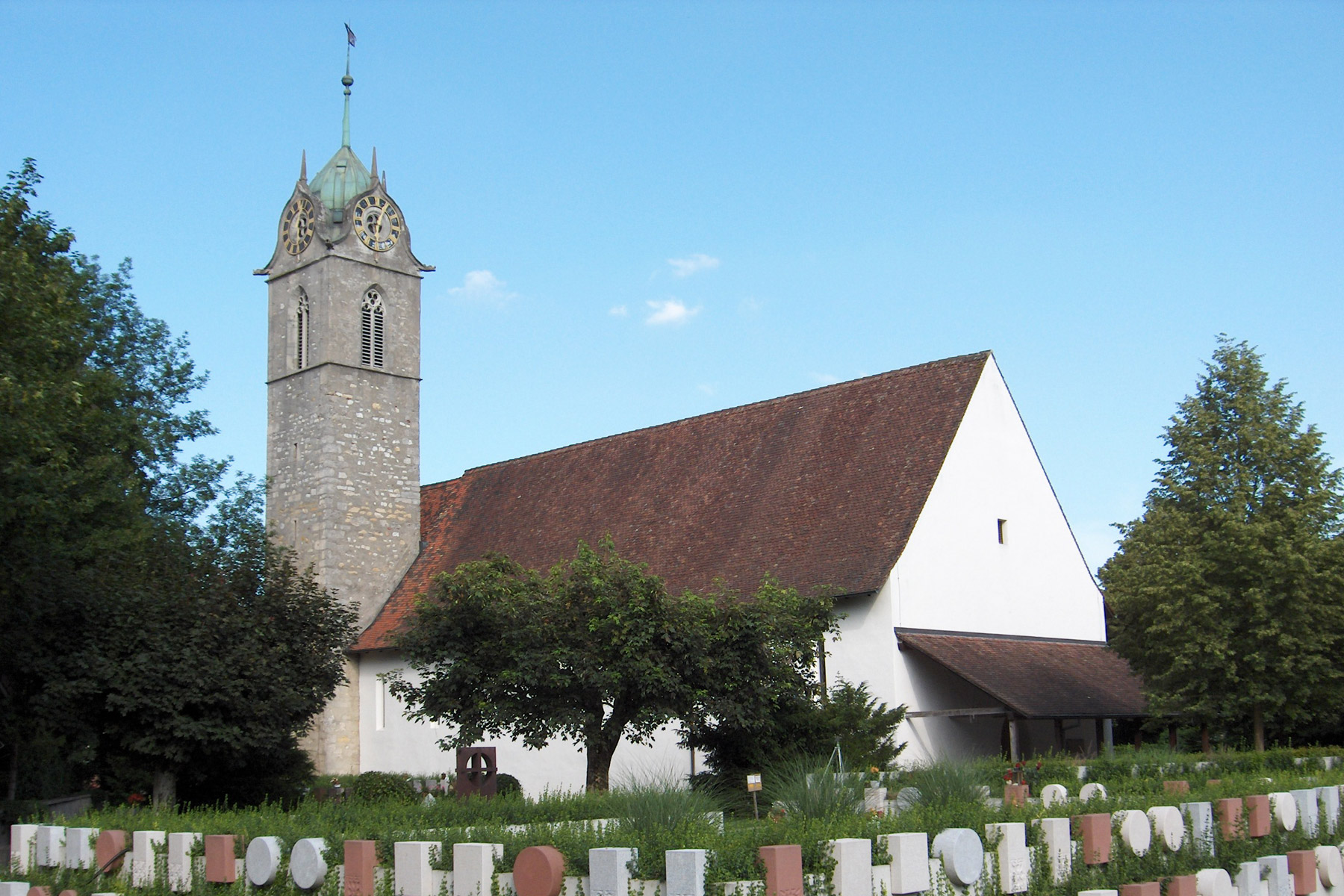
Реформаторська церква
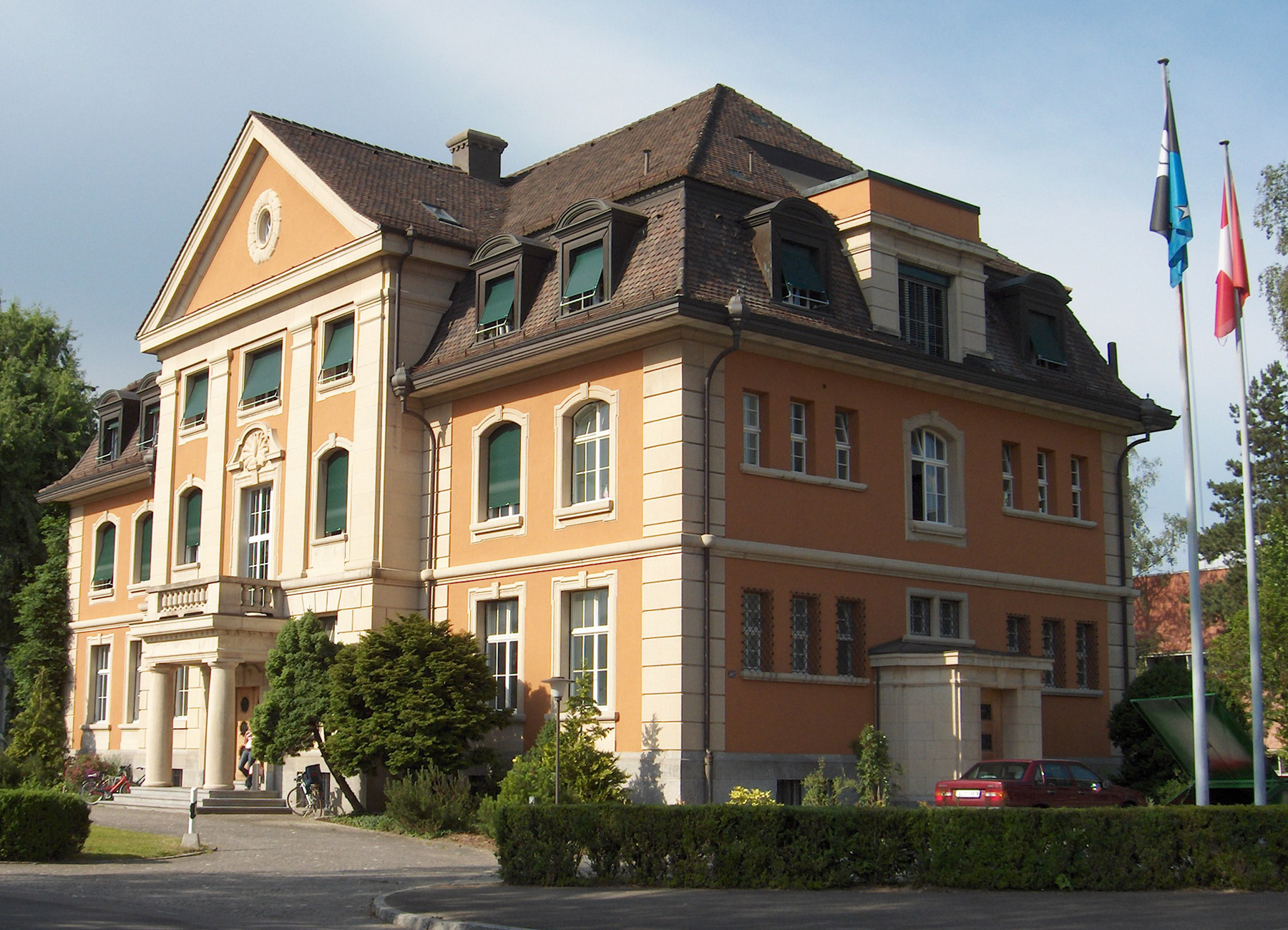
Вілла фабриканта